# Crostwitz
Crostwitz (em alto sorábio: Chrósćicy) é um município da Alemanha localizado no distrito de Bautzen, região administrativa de Dresden, estado da Saxônia.
Pertence ao Verwaltungsverband de Am Klosterwasser.